# Euroskop.cz
Euroskop je český webový portál, který představuje hlavní informační zdroj o EU na internetu v češtině. Poskytuje informace o fungování institucí EU, členských státech, členství České republiky v EU a evropské integraci. Euroskop pokrývá také běžné denní zpravodajství o Evropské unii. Součástí portálu je Monitoring legislativy EU, který mapuje evropskou legislativu od jejích počátků až po implementaci v českých zákonech, a to ve více než dvaceti tematických oblastech podle Lisabonské smlouvy. Portál Euroskop.cz je součástí Integrovaného informačního systému o EU, jež spadá pod Sekci pro evropské záležitosti Úřadu vlády ČR.

## Internetový portál Euroskop
Internetový portál Euroskop.cz slouží jako hlavní informační zdroj o Evropské unii v českém jazyce. Euroskop pokrývá aktuality v EU, vytváří analýzy, reportáže z akcí zaměřených na evropská témata, rozhovory s osobnostmi z veřejného dění. Portál se také věnuje průzkumům veřejného mínění.
Ve statické části webových stánek Euroskopu se nachází sekce Fakta o EU, kde čtenáři získají informace o fungování EU, jejích institucí, o rozhodovacím procesu v EU a o jejích členských státech. Portál Euroskop.cz věnuje také výraznou pozornost informacím o členství České republiky v EU a o Češích působících v institucích EU. Pro informace o studiu, cestování, práci či podnikání v Evropské unii vyhrazuje portál Euroskop.cz sekci Já a EU. K dalším aktivitám portálu Euroskop.cz patří monitoring toho nejdůležitějšího, co se děje v EU a týká se občanů ČR. V Monitoringu legislativy EU čtenáři každý měsíc najdou přehled evropské legislativy od jejího vzniku po implementaci v zákonech České republiky. Periskop EU, který rovněž na Euroskopu vychází každoměsíčně, představuje čtenáři chystanou nebo právě schvalovanou legislativu spolu s informacemi pro podnikatele a české firmy. Týden v EU poskytuje informace o tom, co se v EU stalo v uplynulém týdnu. Euroskop je aktivní nejen na webu, ale také na Twitteru, Facebooku, Instagramu, LinkedIn a YouTube.

## Eurolisty
Eurolisty jsou český měsíčník. Věnují se aktuálním tématům evropské integrace i činnosti Eurocenter v každém regionu. Vycházejí pravidelně každý první pátek v měsíci a dostupné jsou také online na internetových stránkách Eurocenter na portálu Euroskop.cz. Vydávány jsou odborem informování o evropských záležitostech Úřadu vlády ČR.